# Juan Filloy

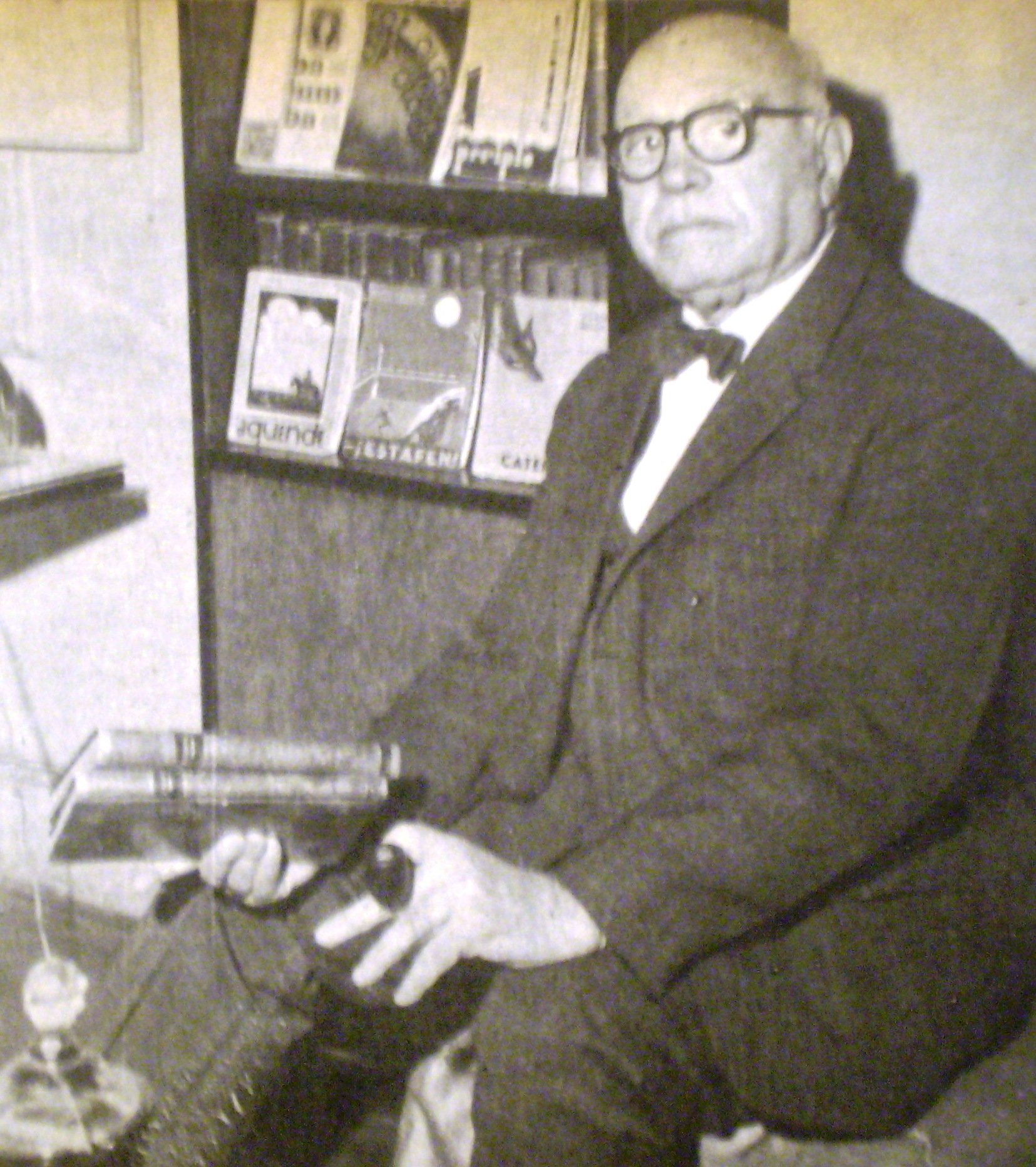
Juan Filloy in 1971

Juan Filloy (Córdoba, 1 augustus 1894 – Córdoba, 15 juli 2000) was een Argentijns schrijver.

## Biografie
Filloy schreef 55 romans. Elke roman had een titel van zeven letters. Hij ontving talrijke prijzen, waaronder een nominatie voor de Nobelprijs voor de Literatuur. Zijn vrienden in de literaire wereld waren Julio Cortázar en Jorge Luis Borges.
Filloy overleed kort voor zijn 106de verjaardag.

## Beknopte literatuurlijst
- Caterva
- Aquende
- La Purga
- Metopas
- Op Oloop
- Sexamor
- Tal Cual
- Zodiaco